# Bosques templados de la costa de Nelson
Los bosques templados de la costa de Nelson son una ecorregión en Nueva Zelanda.

## Ubicación y descripción
Estos bosques están situados en los flancos de la cordillera de Paparoa y otras montañas de la parte superior de la isla Sur. La zona está densamente arbolada y es muy lluviosa, sobre todo en las laderas orientadas al oeste, pero no tanto en la protegida parte oriental, que cuenta con playas de arena dorada. Entre las características naturales de la región se encuentran: las rocas calcáreas Pancake Rocks, cerca de la ciudad de Punakaiki, en el límite del parque nacional de Paparoa; Farewell Spit, en el norte de la isla, el arenal más largo de Nueva Zelanda; los cercanos manantiales de Te Waikoropupu; y las zonas cársticas de los flancos del monte Owen (Nueva Zelanda), en el parque nacional de Kahurangi.

## Flora

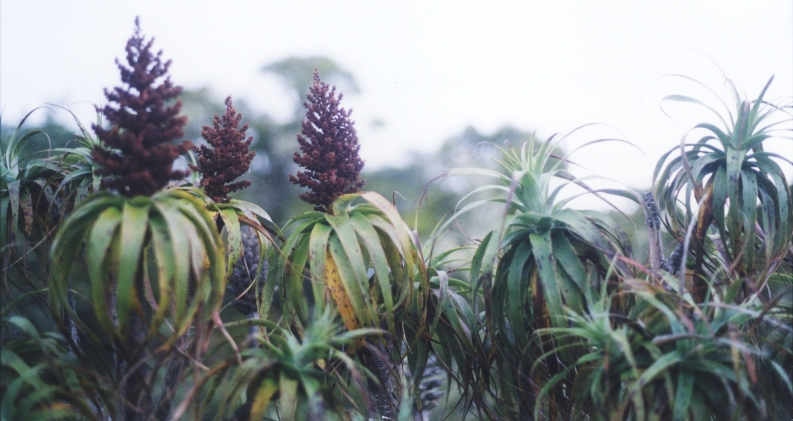
Dracophyllum traversii en el Monte Arthur, Parque Nacional de Kahurangi

Hay pequeñas zonas de rata norteña (Metrosideros robusta), rimu y bosque tropical de miro, así como karaka (Corynocarpus laevigatus) y la palmera Nikau (Rhopalostylis sapida) cerca de la costa. Sin embargo, la mayor parte de la zona está cubierta por un hayedo meridional que contiene las cuatro especies de hayas meridionales: haya roja, haya plateada y haya dura en las tierras bajas y haya de montaña en las zonas más altas. En las zonas de rocas menos fértiles hay pino amarillo (Halocarpus biformis) y Dracophyllums, incluyendo el endémico D. townsonii y el neinei de montaña (D. traversii). Las plantas alpinas que se encuentran aquí, incluida la Celmisia dallii, se dan porque estos picos, junto con Fiordland en el extremo sur de la isla, fueron un refugio de gran altitud contra los efectos de la última edad de hielo.

## Fauna

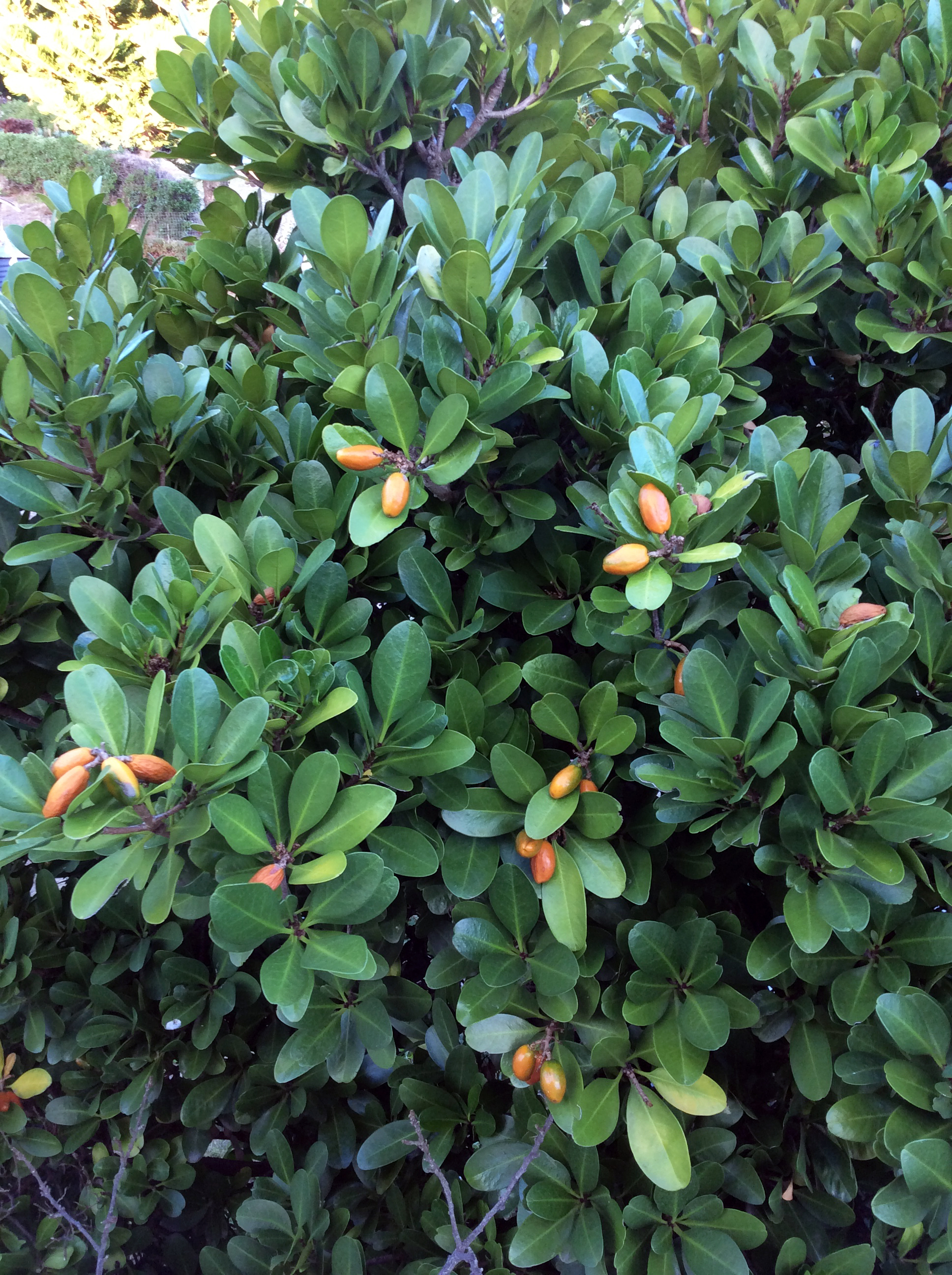
Corynocarpus laevigatus, una especie de árbol endémica de Nueva Zelanda. Rarangi, cerca de Blenheim, Isla Sur, Nueva Zelanda.

Los bosques albergan varias especies endémicas, entre ellas dos aves no voladoras que ya no sobreviven en las zonas bajas de la isla: el weka occidental y el mayor kiwi, el gran kiwi moteado. Los variados hábitats de la región sustentan una mezcla de otras aves que se encuentran aquí, como el kea, el loro kaka neozelandés (Nestor meridionalis), la paloma neozelandesa o kereru (Hemiphaga novaeseelandiae) y el halcón neozelandés o karearea (Falco novaeseelandiae). Farewell Spit, en particular, es un lugar importante para las aves zancudas y está en una ruta de migración. La zona también es rica en invertebrados, incluida casi la mitad de las especies conocidas de caracoles de ámbar (Powelliphanta).

## Amenazas y preservación
Los bosques están amenazados por la tala y la minería, aunque es imposible obtener permisos para la minería a gran escala en el Kahurangi. La piedra caliza kárstica es especialmente frágil e incluso está dañada por la espeleología recreativa. La fauna está amenazada por las especies introducidas, pero se mantiene en gran medida intacta en las zonas más elevadas. Gran parte de la ecorregión está protegida en tres parques nacionales: el gran parque nacional de Kahurangi y el parque nacional de Paparoa, en la costa occidental, y el parque nacional de Abel Tasman, en la costa nororiental. La costa también es virgen y parte de ella, como Farewell Spit, está protegida como reservas naturales de parques nacionales. Se están realizando esfuerzos para controlar las especies invasoras introducidas, sobre todo las zarigüeyas, aunque también se pretende controlar a los ciervos, gamuzas, liebres y cabras. Los huevos de las aves y los caracoles son vulnerables a las ratas, zarigüeyas, armiños y cerdos salvajes. Los incendios forestales son siempre una amenaza.